# غايتانو دي روزا
غايتانو دي روزا (بالإيطالية: Gaetano De Rosa)‏ (10 مايو 1973 بدوسلدورف في ألمانيا - ) هو لاعب كرة قدم إيطالي في مركز الدفاع. شارك مع منتخب إيطاليا تحت 21 سنة لكرة القدم. أما مع النوادي، فقد لعب مع نادي باري ونادي باليرمو ونادي بيستويسي ونادي جنوى ونادي ريجينا ونادي نابولي وSSD Savoia 1908 FC ‏.

## وصلات خارجية
- غايتانو دي روزا على موقع قاعدة بيانات كرة القدم.إي يو (الإنجليزية)
- غايتانو دي روزا على موقع عالم كرة القدم.نت (الإنجليزية)